# Mena Massoud
Mena Massoud (w dialektcie egipskim języka arabskiego: مينا مسعود; ur. 17 września 1991 w Kairze) – kanadyjski aktor, znany głównie z roli Aladyna, którą zagrał w 2019. Pracował także w produkcjach telewizyjnych.

## Wczesne życie i edukacja
Urodził się w Kairze w Egipcie. Jego rodzice przynależą do Koptyjskiego Kościoła Ortodoksyjnego. Ma dwie starsze siostry. Jego rodzina wyemigrowała do Kanady gdy miał 3 lata. Dorastał w Markham. Uczęszczał tam do katolickiej szkoły St. Brother André. Jest miłośnikiem egipskich filmów komediowych. Wśród swoich ulubionych aktorów wymienia Ismaila Yassina i Adela Imama. Jest weganinem, założycielem projektu Evolving Vegan oraz autorem książki kucharskiej o tym samym tytule.

## Filmografia

### Role filmowe
| Rok  | Tytuł            | Rola         | Komentarz      |
| ---- | ---------------- | ------------ | -------------- |
| 2015 | Let’s Rap        | John         |                |
| 2017 | Zwykłe dni       | Ollie Santos |                |
| 2019 | Run This Town    | Kamal        | [ 13 ]         |
| 2019 | Aladyn           | Aladyn       |                |
| 2019 | Strange but True | Chaz         | Post-produkcja |

### Role telewizyjne
| Rok  | Tytuł                  | Rola                              | Komentarz                     |
| ---- | ---------------------- | --------------------------------- | ----------------------------- |
| 2011 | Nikita                 | Al Qaeda No. 2                    | 1 odcinek                     |
| 2011 | Poser                  | Bretten Thomason                  | Rola drugoplanowa, 6 odcinków |
| 2011 | Combat Hospital        | Salman Zawab                      | 1 odcinek                     |
| 2011 | The 99                 | Hafiz the Preserver / Dave / Saad | Główna rola głosowa           |
| 2012 | Cut to the Chase       | Jason                             | Rola drugoplanowa, 7 odcinków |
| 2012 | Detektyw King          | Malik Atassi                      | 1 odcinek                     |
| 2015 | Open Heart             | Jared Malik                       | Główna rola                   |
| 2017 | Szpital nadziei        | Justin Srinivasan                 | 1 odcinek                     |
| 2018 | Tom Clancy’s Jack Ryan | Tarek Kassar                      | Rola drugoplanowa (sezon 1)   |

### Role w grach wideo
| Rok  | Tytuł        | Rola        | Komentarz    |
| ---- | ------------ | ----------- | ------------ |
| 2016 | Watch Dogs 2 | Różne głosy | Rola głosowa |